# شكيب (عزبة)
هي إحدى العزب التابعة لمركز دسوق التابع لمحافظة كفرالشيخ في جمهورية مصر العربية.